# Cuvée
Cuvée è una parola francese che si è imposta in ambito enologico a livello internazionale, in particolar modo nella produzione di spumante, derivata dal mondo dello champagne.
In generale, cuvée significa miscela ovvero l'assemblaggio di vini diversi, senza intendere un significato qualitativo ma solo produttivo (nella spumantistica la cuvée è la situazione ordinaria, contrapposta a situazioni millesimate e/o monovitigno e/o monovigneto). Specie per le grandi maison, l'obiettivo della cuvée è assicurare anno dopo anno uniformità e riconoscibilità del prodotto.

## Particolarità
Vi sono usi particolari del termine, di tipo gergale.
Cuvée indica il risultato ottenuto dall'unione di cru (in francese indica un determinato vigneto, o una parte di esso dalla quale si ottiene un particolare vino) diversi, per formare un certo tipo di vino, allo scopo di raggiungere la qualità ottimale. Analogamente per l'unione di vini (anche dello stesso tipo) ma di annate diverse.
Il termine viene talvolta anche usato per indicare le migliori produzioni di case vinicole perché s'intende il mosto prodotto dalla prima spremitura di uve.. Essa indica inoltre la quantità di vino che si produce ogni volta in un tino. In questo senso si può dire di un viticoltore che ha prodotto un certo numero di cuvée di vino e che alcune botti di vino appartengono ad una medesima cuvée.
Si chiama tête de cuvée (o tête de vin) il vino ottenuto dalle prime cuvée d'una vendemmia di qualità (soprattutto nei crus di Bourgogne e di Champagne). Si usa talvolta anche il termine cuvée per designare la quantità di acini prodotti da un vigneto e posti in cuvée, in una sola volta, per la fermentazione.